# Future Nostalgia: The Moonlight Edition
Future Nostalgia: The Moonlight Edition é a reedição do segundo álbum de estúdio da cantora britânica Dua Lipa, intitulado Future Nostalgia (2020). Foi lançado pela Warner Records em 11 de fevereiro de 2021. Foi procedido pelo lançamento de seu primeiro single, "We're Good".

## Antecedentes
Após vários vazamentos, Dua Lipa lançou seu segundo álbum de estúdio Future Nostalgia em 27 de março de 2020. O álbum foi recebido com aclamação da crítica generalizada e se tornou um sucesso comercial, alcançando o topo das paradas em 13 países. Após o lançamento do álbum, Lipa fez uma especulação do lançamento de faixas que não foram incluídas na edição padrão do álbum, dizendo: “Eu tenho algumas músicas nas quais trabalhei e coloquei de lado para um segundo lançamento, então isso é tudo para discutir". Lipa explicou ainda que ela sempre planejou uma reedição, já que era muito“ implacável ”na escolha das faixas da edição padrão.
Lipa descreveu "Fever" como uma introdução aos B-sides. Em um bate-papo no YouTube com seus fãs para o lançamento de seu videoclipe, Lipa anunciou que os B-sides seriam lançados em 2021. Em janeiro de 2021, Lipa ainda brincou com o lançamento dos B-sides com um post nas redes sociais com a legenda "B-sides estão a caminho". Ela ainda brincou até o mês seguinte. Em 4 de fevereiro de 2021, Dua anunciou oficialmente a data de lançamento da reedição e seu título, Future Nostalgia: The Moonlight Edition.

## Singles
Em 3 de fevereiro de 2021, Lipa anunciou o primeiro single da reedição, "We're Good". A canção alcançou o top 20 em vários países, como Croácia e Irlanda, além de ter alcançado as paradas múltiplas, incluindo o Reino Unido e os Estados Unidos.

## Lista de faixas
| Future Nostalgia: The Moonlight Edition |                                                      | |                                      |         |  |
| N.º                                     | Título                                               | Compositor(es) | Produtor(es)                         | Duração |  |
| 1.                                      | "Future Nostalgia"                                   | Dua Lipa Jeff Bhasker Clarence Coffee Jr.                                                                                            | Bhasker                              | 3:04    |  |
| 2.                                      | "Don't Start Now"                                    | Lipa Caroline Ailin Emily Warren Ian Kirkpatrick                                                                                     | Kirkpatrick                          | 3:03    |  |
| 3.                                      | "Cool"                                               | Lipa Camille Purcell Shakka Philip Ben Kohn Tom Barnes Pete Kelleher Tove Lo                                                         | TMS Stuart Price                     | 3:29    |  |
| 4.                                      | "Physical"                                           | Lipa Jason Evigan Coffee Sarah Hudson                                                                                                | Evigan Koz                           | 3:13    |  |
| 5.                                      | "Levitating"                                         | Lipa Coffee Hudson Stephen Kozmeniuk                                                                                                 | Koz Price                            | 3:23    |  |
| 6.                                      | "Pretty Please"                                      | Lipa Julia Michaels Ailin Kirkpatrick                                                                                                | Kirkpatrick                          | 3:14    |  |
| 7.                                      | "Hallucinate"                                        | Lipa Samuel George Lewis Sophie Frances Cooke                                                                                        | SG Lewis Price                       | 3:28    |  |
| 8.                                      | "Love Again"                                         | Lipa Coffee Kozmeniuk Chelcee Grimes                                                                                                 | Koz                                  | 4:18    |  |
| 9.                                      | "Break My Heart"                                     | Lipa Andrew Watt Ali Tamposi Stefan Johnson Jordan K. Johnson Andrew Farriss Michael Hutchence                                       | Andrew Watt The Monsters & Strangerz | 3:41    |  |
| 10.                                     | "Good in Bed"                                        | Lipa Michael "Lindgren" Shulz Melanie Joy Fontana Taylor Upsahl David Charles Marshall Biral Denzel Michael-Akil Baptiste            | Lindgren Take a Daytrip              | 3:38    |  |
| 11.                                     | "Boys Will Be Boys"                                  | Lipa Kennedi Justin Tranter Evigan                                                                                                   | Koz                                  | 2:46    |  |
| 12.                                     | "Fever" (com Angèle)                                 | Lipa Angèle Ailin Kirkpatrick Jacob Kasher Hindlin Michaels                                                                          | Kirkpatrick                          | 2:36    |  |
| 13.                                     | "We're Good"                                         | Lipa Warren Scott Harris Sylvester Willy Sivertsen                                                                                   | Sly                                  | 2:46    |  |
| 14.                                     | "Prisoner" (com Miley Cyrus)                         | Lipa Cyrus Tamposi Michael Pollack Wotman S. Johnson J. Johnson Marcus Lomax Jonathan Bellion                                        | Watt The Monsters & Strangerz        | 2:49    |  |
| 15.                                     | "If It Ain't Me"                                     | Lipa Junior Oliver Frid Taylor Parks Uzoechi Emenike                                                                                 | Frid                                 | 3:15    |  |
| 16.                                     | "That Kind of Woman"                                 | Lipa Coffee Justin Parker Sam Dew | Parker Price                         | 3:20    |  |
| 17.                                     | "Not My Problem" (com part. de JID)                  | Lipa Hudson Coffee Kozmeniuk Destin Choice Route                                                                                     | Koz                                  | 2:23    |  |
| 18.                                     | "Levitating" (com part. de DaBaby)                   | Lipa Coffee Hudson Kozmeniuk DaBaby                                                                                                  | Koz Price                            | 3:23    |  |
| 19.                                     | "Un Día (One Day)" (com J Balvin, Bad Bunny e Tainy) | Lipa Alejandro Borrero Benito Antonio Martínez Ocasio Coffee Daystar Peterson Ivanni Rodriguez José Álvaro Osorio Balvín Marco Masís | Balvin Tainy                         | 3:51    |  |
| Duração total:                          | Duração total:                                       | Duração total: | Duração total:                       | 61:40   |  |

## Certificações
| Região | Certificação | Vendas  |
| --- | ------------ | ------- |
| Nova Zelândia (RMNZ) | Platina      | 15.000‡ |
| *vendas baseadas apenas na certificação ^distribuições baseadas apenas na certificação ‡números de vendas+streaming baseados apenas na certificação |              |         |

## Históricos de lançamentos
| Região | Data                    | Formato(s)                 | Gravadora | Ref.          |
| ------ | ----------------------- | -------------------------- | --------- | ------------- |
| Várias | 11 de fevereiro de 2021 | Download digital streaming | Warner    | [ 13 ]        |
| Várias | 26 de março de 2021     | CD vinil                   | Warner    | [ 15 ] [ 16 ] |